# Hœdic
Hœdic [edik] (bretonsky Edig) je francouzská obec v departementu Morbihan v regionu Bretaň.

## Poloha
Hœdic se rozkládá v Atlantském oceánu na ostrově Hoëdic, který je 800 m široký, 2500 m dlouhý a má rozlohu 2 km2.

## Historie
Archeologické výzkumy v roce 1933 objevily několik obydlí a devět hrobů z období mezolitu (5500/5000 př. n. l.). Z období neolitu od 5. tisíciletí př. n. l. se na ostrově dochovaly četné pozůstatky, jako megalitické řady menhirů, mohyly a několik dolmenů.
V roce 2004 byla potvrzena přítomnost Galů na ostrově nálezy laténské kultury. Od konce 19. století je známa existence římského oppida na severozápadu ostrova.
V raném středověku byl Hoëdic, jako většina bretaňských ostrovů v té době, osídlen jen střídavě. Trvalé osídlení je doloženo až od 10. století.
V 16. století byl ostrov cílem útoků španělských a anglických flot a byl několikrát dobyt.
V roce 1759 jihovýchodně od ostrova proběhla významná námořní bitva sedmileté války, ve které britský admirál Edward Hawke porazil francouzské loďstvo.
V roce 1815 byly sousední ostrovy Hoëdic a Houat spojeny do jedné obce Belle-Île, v jejíž čele nestál starosta, ale kněz a obec měla zvláštní správní, právní, náboženský a ekonomický statut. V roce 1891 byla vytvořena klasická obec a proběhly první komunální volby.
V roce 1973 byl na severním pobřeží otevřen nový přístav Port d'Argol (nebo Port-Saint-Goustan).

## Vývoj počtu obyvatel
Počet obyvatel

## Pamětihodnosti
- menhir o výšce 4 m, od roku 1926 chráněn jako historická památka
- pevnost Louis-Philippe uprostřed ostrova postavená v roce 1859 kvůli případnému útoku Angličanů. Jako památka chráněná od roku 2008
- maják Grands Cardinaux z roku 1879
- starý přístav z poloviny 19. století
- pevnost fort des Anglais ze 16. století, ze které se dochovaly jen nepatrné ruiny